# Jamie Bevan
Jamie Bevan, celým jménem Gareth Jamie Bevan, je velšský učitel, aktivista a zpěvák. Narodil se ve městě Merthyr Tydfil. Později se stal členem jazykové skupiny Cymdeithas yr Iaith Gymraeg. V roce 2012 odmítl zaplatit poplatek, neboť upomínka nebyla psána ve velštině. Rovněž protestoval proti omezení vysílání velšskojazyčné televize. Rovněž se věnuje hudbě, vydal několik alb obsahující písně ve velšském jazyce.